# 3454-es busz
A 3454-es jelzésű autóbuszvonal Egerszalók, központ és Eger,Tesco áruház között húzódó heyijárati jelleggel is közlekedő helyközi vonal, amelyet a MÁV Személyszállítási Zrt. üzemeltet.

## Közlekedése
Az Eger belterületén helyijárati jelleggel is közlekedő helyközi vonalon iskolai előadási napokon a reggeli iskolakezdés idején egy járat közlekedik egy irányban az Egerszalóktól az egri Tesco Áruházig, amely a félreeső helyen, a Bem tábornok úton lévő általános iskola (Egerszalók körzeti álalános iskolája), illetve az azzal egy telken lévő a Kossuth Zsuzsanna Egészségügyi Szakközépiskola  elérését szolgálja a helyi járatok mellett az autóbusz-állomás érintése nélkül.

## Megállóhelyei
| 0  | Egerszalók, központ végállomás | 0 km                     | 1049 3441, 3450, 3455, 3456, 3457, 3458, 3462, 3660 |
| 1  | Egerszalók, víztározó          | 1.8 km                   | 3469 |
| 2  | Eger, Rózsás dűlő              | 3.9 km                   | 3469 |
| 3  | Eger, egerszóláti elágazás     | 4.6 km                   | 1049 3450, 3455, 3456, 3457, 3458, 3462, 3469, 3660 |
| 4  | Eger, Egerszalóki út           | 6.4 km                   | 3450, 3455, 3469 |
| 5  | Eger, Koháry út                | 6.9 km                   | 13, 113 1049 3407, 3441, 3450, 3455, 3456, 3457, 3458, 3462, 3469, 3660 |
| 6  | Eger, Agria Park               | 6.9 km                   | 7, 7A, 13, 17, 113 |
| 7  | Eger, Bartakovics út           | 8.0 km                   | 4, 13, 113 1347, 1349, 1351, 1352, 1383, 1447 3400, 3402, 3403, 3404, 3408, 3409, 3410, 3411, 3412, 3435, 3470, 3471, 3472, 3473, 3474, 3476, 3479, 3481, 3482, 3483, 3484, 3488, 4157 |
| 8  | Eger, Baktai út                | 8.6 km                   | 7, 7A, 17 1347, 1349, 1351, 1352, 1354, 1447 3470, 3472, 3474, 3476, 3479, 3480, 3482, 3483, 3484                                                                                      |
| 9  | Eger, Csokonai út              | 9.4 km                   | 7, 7A, 17 |
| 10 | Eger, Tiszti házak             | 9.8 km                   | 7, 7A, 17 |
| 11 | Eger, Kisasszony temető        | 10.3 km                  | 4, 7, 13, 17, 113 3410, 4157 |
| 12 | Eger, Garzonház                | 10.6 km                  | 4, 7, 13, 14, 14E, 17, 113 1383 3410, 3435, 4157 |
| 13 | Eger, Kővágó tér               | 10.9 km                  | 4, 7, 11, 13, 14, 14E, 17, 113 1051, 1053, 1054 3400, 3402, 3403, 3404, 3408, 3409, 3410, 3411, 3412, 3435, 3481, 4157                                                                 |
| 14 | Eger, Shell kút                | 11.3 km                  | 4, 7, 11, 12, 13, 14, 14E, 17, 112, 113, 914 1383 3410, 3414, 3435, 4157 |
| 15 | Eger, Cifrakapu utca           | 11.7 km - csak leszállás | 7, 12, 17, 112 |
| 16 | Eger, TESCO áruház végállomás  | 12.1 km - csak leszállás | |